# Jochen Vollmer (Theologe)
Jochen Vollmer (30. September 1939 – 26. März 2014) war ein deutscher evangelischer Theologe. Er war Pfarrer in der ELK Württemberg. Vollmer galt als politisch streitbarer Theologe und verfasste verschiedene Arbeiten zur Gewaltproblematik und zu Friedensthemen.
Jochen Vollmer studierte Evangelische Theologie und promovierte mit einer Arbeit zum Alten Testament. Er arbeitete als Gemeindepfarrer in der Evangelischen Landeskirche in Württemberg. Zunächst war Vollmer Pfarrer in Schwäbisch Hall und unterrichtete parallel von 1976 bis 1980 evangelische Religion am Evangelischen Schulzentrum Michelbach.
1981 wollte Vollmer gerne voll in den Schuldienst wechseln. Der Stuttgarter Oberkirchenrat lehnte dies ab und war nicht bereit, Vollmers auslaufenden Zeitvertrag zu verlängern. Grund war, dass Vollmer öffentlich auf die mögliche Diskrepanz zwischen Verfassungsnorm und Verfassungswirklichkeit in der Bundesrepublik hingewiesen hatte. Vollmer hatte der „Belehrung und Erklärung“, die jeder im öffentlichen Dienst zu unterschreiben hat, den Satz hinzugefügt, dass das Eintreten für die Verfassung der Bundesrepublik ihn auch verpflichte, „gegebenenfalls für die Intention der im Grundgesetz formulierten freiheitlichen demokratischen Grundordnung gegen ihre mangelhafte Verwirklichung in der Bundesrepublik Deutschland und im Land Baden-Württemberg einzutreten“. Wie Walter Jens in der Zeit 1981 schrieb, hatte Volmer „also artikuliert, was Gustav Heinemann, Helmut Simon, Martin Hirsch, um nur sie zu nennen, wieder und wieder mit gebotener Entschiedenheit äußerten.“
Der Präsident des Tübinger Oberschulamts Pitsch gab laut Jens an, Vollmer sei kein Verfassungsfeind, aber er halte ihn für zu couragiert, zu kämpferisch, zu wenig bedenkend, dass der Beamte bei einem Konflikt zwischen Loyalität und Gewissenspflicht seinen Status aufgeben müsse.
Vollmer war als Schulpfarrer schließlich in Mössingen, in Horb und an der Balinger Stadtkirche aktiv, bis er im Ruhestand nach Reutlingen zog. Jochen Vollmer war lange Vorsitzender des Konvents der Beistandspfarrer für Kriegsdienstverweigerer und Zivildienstleistende in der Evangelischen Landeskirche Württemberg.
Im Deutschen Pfarrerblatt erschien 2011 sein Aufsatz „Vom Nationalgott Jahwe zum Herrn der Welt und aller Völker“. Darin forderte er, Israel müsse die Vertreibung der Palästinenser genauso in sein geschichtliches Bewusstsein aufnehmen wie den Holocaust. Vollmer verknüpfte diese Frage mit der Legitimität des Staates Israel. Aktive des christlich-jüdischen Dialogs warfen ihm daraufhin vor, „antisemitische Jauche“ zu verbreiten.

## Werke
- Geschichtliche Rückblicke und Motive in der Prophetie des Amos, Hosea und Jesaja. Erlangen-Nürnberg, Theol. F., Diss. v. 27. Juni 1969
- „Jedermann sei untertan der Obrigkeit“: Römer 13, 1–7; ein nichtchristlicher Einschub in den Römerbrief. Stuttgart: Tempelgesellschaft 1997 (Forum freies Christentum 36)
- Wir glauben an den Gott des Friedens: Bausteine und Impulse zu einem Katechismus.	3., überarb. Aufl. Stuttgart: [Stiftung Oekumene] 2011